# 강화도 총기 탈취 사건
강화 총기 탈취 사건(江華銃器奪取事件)은 2007년 12월 6일 대한민국 인천광역시 강화군에서 조영국(피의자, 사건 당시 35세)이 경계근무를 마치고 귀대 중인 해병대원의 총기를 탈취한 후 박영철 상병(피해자, 사건 당시 20세)을 흉기로 살해하고 이재혁 병장(사건 당시 20세)에게 중상을 입힌 사건이다.

## 개요
2007년 12월 6일  오후 5시 무렵  인천광역시 강화군 길상면에서 범인 조영국은 경계근무를 마치고 귀대 중인 해병대 2사단 소속의 이재혁 병장과 박영철 상병(사건 당시 일병. 순직 후 1계급 추서)을 코란도 승용차로 차례로 친 뒤 이재혁 병장이 소유한 K2 소총 1정과 실탄 75발, 유탄 6발, 수류탄 1발을 빼앗아 달아났으며 더불어 범인 조영국이 휘두른 흉기에 박영철 상병이 사망했다. 
그러다가 12월 12일 도주시간을 확보하기 위해 거짓으로 자수하겠다는 내용을 기재한 조영국의 자필편지에서 그의 지문을 채취하는데 성공하면서 서울 종로구 묘동 단성사 빌딩 입구에서 사건 발생 1주일만에 그를 검거했다. 
결국 조영국은 자신이 대형사건을 일으킨 후 스스로 자멸하는 모습을 보여 변심한 애인에게 심리적 고통을 주려고 범행을 저질렀다고 자백했고 이후 이듬해 4월 3일 군용물 탈취 및 초병 살해 등의 혐의로 구속기소된 조영국에게 1심 군사법원은 사형을 선고했으나 8월 12일 2심 재판부는 조영국이 초병임을 인지하고 고의로 살해했다는 증거가 부족하다고 판단하여 징역 15년으로 감형하였다. 
이에 군 검찰과 조영국은 항소심 판결에 불복해 대법원에 쌍방 상고하였으나 12월 18일 대법원은 조영국에게 징역 15년을 선고한 원심을 확정했으며 조영국은 2022년 12월 11일 만기 출소했다.

## 사건 진행
- 2007년 12월 6일 - 사건 발생
- 2007년 12월 7일 - 대한민국 전국에 목격자의 진술에 따른 몽타주 배포[2]
- 2007년 12월 9일 - 경찰의 본격적 탐문 수사 시작 및 용의자의 혈액형 및 말투 알려짐[3]
- 2007년 12월 10일 - 가장 유력한 용의자가 무혐의로 밝혀짐[4]
- 2007년 12월 11일 - 부산의 한 우체통에서 범인의 편지 발견[5]
- 2007년 12월 12일 - 백양사 휴게소 근처에서 총기 발견(8시 45분) 후 종로3가 단성사 앞에서 조영국 검거(15시)[6]

## 검문 비난
한편 이 사건 이후 구멍 뚫린 검문이라며 경찰에 대한 엄청난 비난이 쏟아졌고 조영국은 11일 백양사 휴게소에 총기를 버렸다며 부산의 한 우체통에 편지로 남겼다. 
그리고 그 곳으로 갔을 때에는 이미 범인은 서울로 진입했으며 또 앞서 6일에는 서서울 요금소를 조영국이 지나간지 4분 후에야 서서울 요금소에 검문을 시작하며 용의 차량과 같은 번호의 자동차가 지나간다는 시민의 제보에도 불구하고 우물쭈물하다가 결국 조영국을 잡을 기회를 다시 한번 놓치며 오산경찰서(전 화성경찰서) 지령실 관계자는 발안톨게이트에 배치된 직원에게 검문검색 통보 후 8시 10분쯤 용의 차량이 지나가지 않았다는 이유로 별다른 조치를 취하지 않았다고 한다.
이에 경찰은 범인이 외진 도로나 국도를 이용하였기 때문에 잡기 힘들었다고 해명해 경찰의 허술한 검문에 비난을 받고 있다.